# Luís Queiroga
Luís de França Guilherme de Queiroga (Recife, 24 de janeiro de 1930 — Olinda, 15 de maio de 1978) foi compositor, radialista, autor teatral, humorista, cantor e ator brasileiro. Era o marido da cantora Mêves Gama e pai de Nena Queiroga, cantora, compositora, e Lula Queiroga, músico, cineasta, escritor e publicitário, e Tostão Queiroga, baterista. É avô de Rafael Queiroga e Guilherme Queiroga.

## Sucessos

### Música
- Olê Laurindo, (1958), em parceria com Luiz Gonzaga, marcha para quadrilha ainda tocada e lembrada atualmente;
- Escola do Feola (1958), que foi exibida no filme Isto é Pelé, produzido por L. C. Barreto e Carlos Niemeyer

### Personagens
- Coronel Ludugero, interpretado por Luiz Jacinto, e seus personagens interpretados por Mercedes Del Prado, Irandir Costa e Rosa Maria.

## Programas de humor
- Rádio Confusão;
- Festival dos Cabeçudos;
- Cara que Mamãe beijou;
- Avenida Vale Tudo;
- A E I O Urca;
- Balança mas não cai;
- I Love Lúcio;
- Jornal Eco;
- Essa gente inocente;
- Café sem concerto;
- Deu a louca no mundo;
- A praça da alegria

### Intérpretes
Escreveu textos humorísticos para grandes nomes do rádio e da TV, entre eles, Chico Anysio, Renato Aragão, Lúcio Mauro, José Santa Cruz, Arlete Salles, Consuelo Leandro, Dercy Gonçalves, Jô Soares, Costinha, Ankito, Walter D'Ávila, Bibi Ferreira, José Vasconcelos, Mário Tupinambá, Moacyr Franco, Brandão Filho, Paulo Gracindo, Sônia Mamede, Rony Cócegas, Jorge Loredo, Carlos Leite, Wilza Carla, Gordurinha, Heloísa Helena, José Wilker, José Augusto Branco, Genival Lacerda, Jacques Gonçalves, Evandro Vasconcelos etc.

### Parceiros
- Aldemar Paiva;
- A. G. Melo Júnior
- Jáder de Olliveira

## Composições musicais
- Olê Laurindo, em parceria com Luiz Gonzaga;
- Escola do Feola;
- O velho e o novo, em parceria com seu filho Lula Queiroga (vencedora de um dos festivais de música de que participou);
- A hora do adeus, em parceria com Onildo Almeida;
- Adivinhações (coco de roda), em parceria com Nelson Ferreira;
- Machucando sim, em parceria com Coroné (do Trio Nordestino), etc.
- A Rede Véia, em parceria com Cel. Ludugero

### Intérpretes
Suas composições foram interpretadas por Luiz Gonzaga, Os Três Boêmios, Banda de Pau e Corda, Genival Lacerda, Trio Nordestino, Jackson do Pandeiro, Ivan Ferraz, Marinês, Nena Queiroga (sua filha), Mastruz com Leite, Mêves Gama (sua esposa) etc.

### Parceiros
Escreveu em parcerias com Luiz Gonzaga, Luiz Jacinto, Nelson Ferreira, Ednaldo Queiroga, Mêves Gama, Onildo Almeida, Djalma Torres.
Fez também vários musicais e vinhetas políticas.

## Rádio-novelas
Luiz Queiroga também escreveu rádio-novelas:
- Preconceito;
- Escrava do pecado;
- Os pecadores.

Também trabalhou como ator e humorista em:
- Vamos mudar de assunto;
- Big Show BS;
- Bossa à beça;
- Tele Teatro.

## Outros programas
Escreveu também para os programas:
- Uma palavra amiga;
- Essa turma é de lascar (programa de auditório);
- No tribunal da música.

## Rádios
Trabalhou em várias emissoras de rádio:
- Rádio Difusora de Caruaru
- Rádio Difusora de Garanhuns
- Rádio Jornal do Commercio
- Rádio Clube de Pernambuco
- Rádio Tamandaré
- Rádio Cultura de Caruaru
- Rádio Reporter (Rádio Globo do Recife)

## Televisão
- TV Rádio Clube de Pernambuco
- TV Tupi (Rio de Janeiro)
- TV Globo

## Jornal
Fez textos de humor para o Diario de Pernambuco, para a página chamada Demogracinhas, e para a página Melokisses do também humorista A. G. Melo Júnior.